# Alexandru Ioniță II
Alexandru Ioniță (n. 14 decembrie 1994, București, România) este un fotbalist român, care joacă pe post de mijlocaș lateral la Yunnan Yukun F.C.⁠(d). Pe plan internațional, are prezențe la națională pentru România Sub-19, România Sub-21 și România.

## Cariera

### Club

#### Rapid București
Născut în București , Ioniță a intrat la academia de la Rapid București la vârsta de șase ani.  La 21 mai 2011, la vârsta de doar 16 ani și cinci luni, și-a făcut debutul la seniori într-o victorie cu 1-0 în Liga I în fața FC Brașov . 
În ediția 2013-2014 a diviziei a doua , Ioniță a totalizat șase goluri din 14 meciuri.

#### Astra Giurgiu
Ioniță s-a mutat la Astra Giurgiu în perioada transferurilor de iarnă din 2014,  cu colegele din Liga I Dinamo București și Petrolul Ploiești , de asemenea, interesate să-l semneze.  A marcat primul său gol pentru Astra pe 15 octombrie 2015, într-o victorie cu 3-0 în deplasare împotriva Viitorului Constanța pentru Cupa Ligii . 
Pe 2 mai 2016, Ioniță a marcat de două ori într-un succes cu 4–2 pe teren propriu împotriva lui Dinamo București, când Astra și -a sărbătorit primul titlu de ligă .  În urma transferului lui Constantin Budescu la FCSB în iunie 2017, Ioniță și-a preluat tricoul cu numărul 10 . Pe 13 iulie a aceluiași an, el a înregistrat primul său gol în UEFA Europa League într-o înfrângere de 3-1 pe teren propriu cu Zira în turul doi de calificare . 
Ioniță a fost desemnat Jucătorul lunii din Liga I pentru noiembrie 2017 după ce a marcat în trei meciuri consecutive de ligă  împotriva Universității Craiova ,  Concordia Chiajna  și, respectiv, FCSB.  Pe fondul zvonurilor despre un transfer la CFR Cluj la începutul lunii ianuarie 2018, Ioniță a refuzat să-și reînnoiască contractul cu Astra și a fost exclus din prima echipă pentru o perioadă nedeterminată.

#### CFR Cluj
Pe 20 ianuarie 2018, Ioniță s-a alăturat cantonamentului CFR Cluj din Spania, după ce a fost achiziționat pentru o taxă zvonită de 1 milion de euro .  Trei zile mai târziu, mutarea a fost oficializată.  Ioniță și-a făcut debutul competitiv pe 5 februarie, într-o victorie cu 2-0 în ligă împotriva Concordiei Chiajna acasă.  Mai târziu în aceeași lună, el a înregistrat primul său gol pentru CFR într-un succes cu 2-0 în deplasare împotriva lui Juventus București , după ce a marcat în revenirea din penalty -ul său, care fusese salvat de fostul său coechipier de la Rapid Virgil Drăghia . 

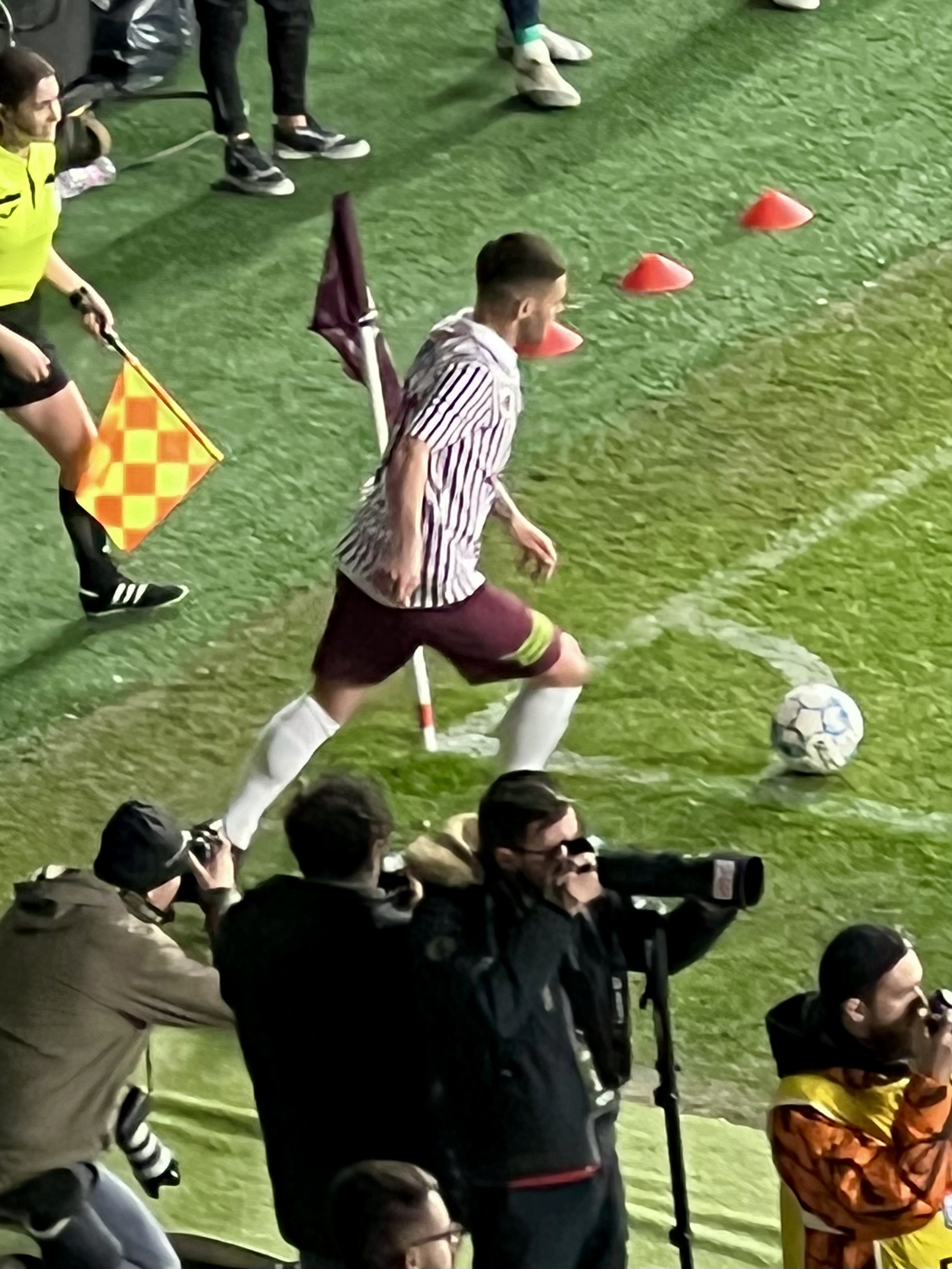
Alexandru Ioniță - la meciul de inaugurare a stadionului Rapid

În iulie 2019, în urma unei campanii dezamăgitoare 2018–19 în care a marcat doar două goluri din 27 de apariții în toate competițiile, Ioniță a acceptat un împrumut pe un an la Universitatea Craiova cu opțiune de cumpărare.  După ce nu a reușit să se stabilească și la Craiova, afacerea a fost reziliată prematur și s-a întors la Astra Giurgiu împrumutat la începutul lui 2020. 
În septembrie 2020, Agenția Română Anti-Doping i-a impus lui Ioniță, împreună cu doi dintre coechipierii săi Astra, o interdicție de un an de a juca, după ce fiecare a primit injecții intravenoase cu peste 100 ml de vitamine în decurs de 24 de ore.  La 7 septembrie 2021, CFR Cluj a anunțat rezilierea contractului lui Ioniță de comun acord. 

#### Întoarcere la Rapid București
Pe 16 septembrie 2021, Ioniță a resemnat pentru Rapid București ca agent liber , după ce a acceptat un contract pe trei ani.  El a jucat primul său meci pe 17 octombrie, o victorie cu 2-0 față de clubul anterior CFR Cluj în Liga I.
Ioniță a marcat primul său gol la întoarcere pe 11 februarie 2022, egalând târziu într-un egal 1–1 în ligă cu Sepsi OSK , când echipa sa a jucat 40 de minute cu un jucător mai puțin.  Pe 13 martie, a deschis scorul într-o victorie cu 3-1 de la București în derby-ul lui Dinamo, prima în aproape 14 ani. 

### National
În septembrie 2017, Ioniță a fost selectat de echipa de seniori a României pentru preliminariile Cupei Mondiale FIFA 2018 împotriva Kazahstanului și Danemarcei . El și-a câștigat prima selecție în fostul meci, înlocuind în minutul 80 pentru dublu golgheter Constantin Budescu în victoria cu 3–1 de la Ploiești .

## Statistici de carieră

### Club
De la meciul jucat pe 30 aprilie 2022
| Club                             | Sezon         | Ligă          | Ligă      | Ligă   | Cupa Nationala | Cupa Nationala | Cupa Ligii | Cupa Ligii | Continental | Continental | Alte      | Alte   | Total     | Total  | Total |
| Club                             | Sezon         | Divizia       | Aplicații | Goluri | Aplicații      | Goluri         | Aplicații  | Goluri     | Aplicații   | Goluri      | Aplicații | Goluri | Aplicații | Goluri |       |
| -------------------------------- | ------------- | ------------- | --------- | ------ | -------------- | -------------- | ---------- | ---------- | ----------- | ----------- | --------- | ------ | --------- | ------ | ----- |
| Rapid București                  | 2010–11       | Liga I        | 1         | 0      | 0              | 0              | —          | —          | —           | —           | —         | —      | 1         | 0      |       |
| Rapid București                  | 2011–12       | Liga I        | 1         | 0      | 0              | 0              | —          | —          | 0           | 0           | —         | —      | 1         | 0      |       |
| Rapid București                  | 2012–13       | Liga I        | 11        | 0      | 0              | 0              | —          | —          | 0           | 0           | —         | —      | 11        | 0      |       |
| Rapid București                  | 2013–14       | Liga II       | 14        | 6      | 3              | 0              | —          | —          | —           | —           | —         | —      | 17        | 6      |       |
| Rapid București                  | 2021–22       | Liga I        | 14        | 2      | 0              | 0              | —          | —          | —           | —           | —         | —      | 14        | 2      |       |
| Rapid București                  | Total         | Total         | 41        | 8      | 3              | 0              | —          | —          | 0           | 0           | —         | —      | 44!8      |        |       |
| Astra Giurgiu                    | 2013–14       | Liga I        | 4         | 0      | 0              | 0              | —          | —          | —           | —           | —         | —      | 4         | 0      |       |
| Astra Giurgiu                    | 2014–15       | Liga I        | 9         | 0      | 1              | 0              | 2          | 0          | 0           | 0           | 0         | 0      | 12        | 0      |       |
| Astra Giurgiu                    | 2015–16       | Liga I        | 19        | 3      | 3              | 1              | 4          | 1          | 1           | 0           | —         | —      | 27        | 5      |       |
| Astra Giurgiu                    | 2016–17       | Liga I        | 31        | 4      | 5              | 2              | 1          | 0          | 6           | 0           | 1         | 0      | 44        | 6      |       |
| Astra Giurgiu                    | 2017–18       | Liga I        | 20        | 10     | 1              | 0              | —          | —          | 4           | 1           | —         | —      | 25        | 11     |       |
| Astra Giurgiu (împrumut)         | 2019–20       | Liga I        | 6         | 1      | 0              | 0              | —          | —          | —           | —           | —         | —      | 6         | 1      |       |
| Astra Giurgiu (împrumut)         | 2020–21       | Liga I        | 2         | 0      | 0              | 0              | —          | —          | —           | —           | —         | —      | 2         | 0      |       |
| Astra Giurgiu (împrumut)         | Total         | Total         | 91        | 18     | 10             | 3              | 7          | 1          | 11          | 1           | 1         | 0      | 120       | 23     |       |
| CFR Cluj                         | 2017–18       | Liga I        | 9         | 1      | 0              | 0              | —          | —          | —           | —           | —         | —      | 9         | 1      |       |
| CFR Cluj                         | 2018–19       | Liga I        | 23        | 2      | 4              | 0              | —          | —          | 4           | 0           | 0         | 0      | 31        | 2      |       |
| CFR Cluj                         | Total         | Total         | 32        | 3      | 4              | 0              | —          | —          | 4           | 0           | 0         | 0      | 40        | 3      |       |
| Universitatea Craiova (împrumut) | 2019–20       | Liga I        | 6         | 0      | 2              | 1              | —          | —          | 3           | 0           | —         | —      | 11        | 1      |       |
| Astra Giurgiu (împrumut)         | 2019–20       | Liga I        | 6         | 1      | 0              | 0              | —          | —          | —           | —           | —         | —      | 6         | 1      |       |
| Astra Giurgiu (împrumut)         | 2020–21       | Liga I        | 2         | 0      | 0              | 0              | —          | —          | —           | —           | —         | —      | 2         | 0      |       |
| Astra Giurgiu (împrumut)         | Total         | Total         | 8         | 1      | 0              | 0              | —          | —          | —           | —           | —         | —      |           |        |       |
| Rapid București                  | 2021–22       | Liga I        | 21        | 3      | 0              | 0              | —          | —          | —           | —           | —         | —      | 21        | 3      |       |
| Total cariera                    | Total cariera | Total cariera | 177       | 30     | 19             | 4              | 7          | 1          | 18          | 1           | 1         | 0      | 222       | 36     |       |

### Internațional
De la meciul jucat pe 5 octombrie 2017
| echipa națională | An    | Aplicații | Goluri |
| ---------------- | ----- | --------- | ------ |
| România          | 2017  | 1         | 0      |
| Total            | Total | 1         | 0      |

## Palmares

### Club

#### Astra Giurgiu
- Liga I : 2015–16
- Cupa României : 2013–14
- Supercupa României : 2014 , 2016

#### CFR Cluj
- Liga I: 2017–18 , 2018–19
- Supercupa României: 2018

### Individual
- Jucătorul lunii Liga I: noiembrie 2017

## Link- uri externe
- Alexandru Ioniță la RomanianSoccer.ro[nefuncțională]
 (în română) și StatisticsFootball.com[nefuncțională]
- Alexandru Ioniță la National-Football-Teams.com
- Alexandru Ioniță la WorldFootball.net
- Alexandru Ioniță – palmares competiție UEFA ( arhivă )